# Joseph Stella
Joseph Stella (Muro Lucano, 13 de junio de 1877-Nueva York, 5 de noviembre de 1946) fue un pintor de origen italiano que perteneció a la corriente artística futurista estadounidense. Sus pinturas  más reconocidas son las representaciones que realizó sobre temas relacionados con la industrialización en los Estados Unidos. También ha sido asociado con el movimiento artístico del precisionismo que surgió alrededor de la década de 1910 hasta su culminación en los años 1940.

## Biografía

### Inicios
Nació en 1877 en el pueblo de Muro Lucano, ubicado en la provincia de Potenza. En 1896 migró hacia la ciudad de Nueva York, con la meta de cumplir su sueño americano, y siguiendo los pasos de su hermano mayor, que años atrás había dejado Italia para convertirse en un exitoso doctor. A su llegada a los Estados Unidos empezó a estudiar  Medicina y posteriormente realizó un año de estudios en la carrera de Farmacología, pero en dicho proceso descubrió que su verdadera vocación era el arte. Finalmente en 1897 se inscribió en la Liga de estudiantes de arte de Nueva York, donde recibió clases con el afamado pintor impresionista William Merritt Chase. Durante sus años de formación artística también fue estudiante de Robert Henri, uno de los ocho miembros fundadores de la Escuela Ashcan, una corriente artística que tenía como propósito capturar de forma realista las escenas de la vida diaria de los barrios más pobres de Nueva York.

### Carrera artística
Sus primeras pinturas sobre las deplorables condiciones de vida en la ciudad muestran una clara influencia de Rembrandt. En 1908, recibió el encargo de realizar una serie de pinturas sobre la ciudad industrial de Pittsburgh que serían utilizadas para ilustrar un estudio sociológico que fue publicado bajo el título de The Pittsburgh Survey.
En 1909 viajó a Europa, y en dicha ocasión tuvo su primer contacto con el modernismo, el cual influiría en su particular estilo pictórico. Luego de recorrer Italia, visitó la ciudad de París, donde acudió a la exhibición futurista realizada en la galería Bernheim-Jeune y quedó impresionado con la obra de los artistas Gino Severini, Carlo Carrà y Umberto Boccioni.
A finales de 1912 regresó a Nueva York, y un año después pintó uno de sus primeros trabajos futuristas: Battle of Lights, Coney Island, Mardi Gras. En este cuadro se evidencia el uso de colores caleidoscópicos y «líneas de fuerza» que fragmentan los objetos, enfatizando en cierta manera las ideas del manifiesto futurista, que según algunos artistas resumía lo siguiente: 

Todas las formas de imitación deben ser menospreciadas, y todas las formas de originalidad deben ser glorificadas...Es necesario hacer limpieza de temas corrompidos e inútiles para poder expresar el remolino vertiginoso de la vida moderna, una vida de acero, fiebre, orgullo y temeraria velocidad...El movimiento y la luz destruyen el materialismo de los cuerpos.

Cabe mencionar que Stella rechazaba que lo encasillasen como miembro del movimiento futurista por el hecho de que no deseaba ser asociado con las ideologías políticas impulsadas por algunos de sus promotores, sin embargo se sentía identificado con la faceta estética y los principios artísticos que fomentaba dicho grupo.
Unas de sus pinturas más importantes fue la que realizó en el período de 1917 a 1918, basada en el Puente de Brooklyn y titulada bajo el mismo nombre. En uno de sus manuscritos autobiográficos Stella declaró:

El acero y la electricidad han creado un nuevo mundo. Un nuevo drama ha surgido de las despiadadas violaciones a la oscuridad de la noche, el violento brillo de la electricidad ha causado una nueva polifonía que repica por todas partes con las chispeantes y variadas luces de colores. El acero ha saltado hacia alturas hiperbólicas y se ha expandido a vastas latitudes con los rascacielos y puentes que han sido creados para la conjunción de los mundos.

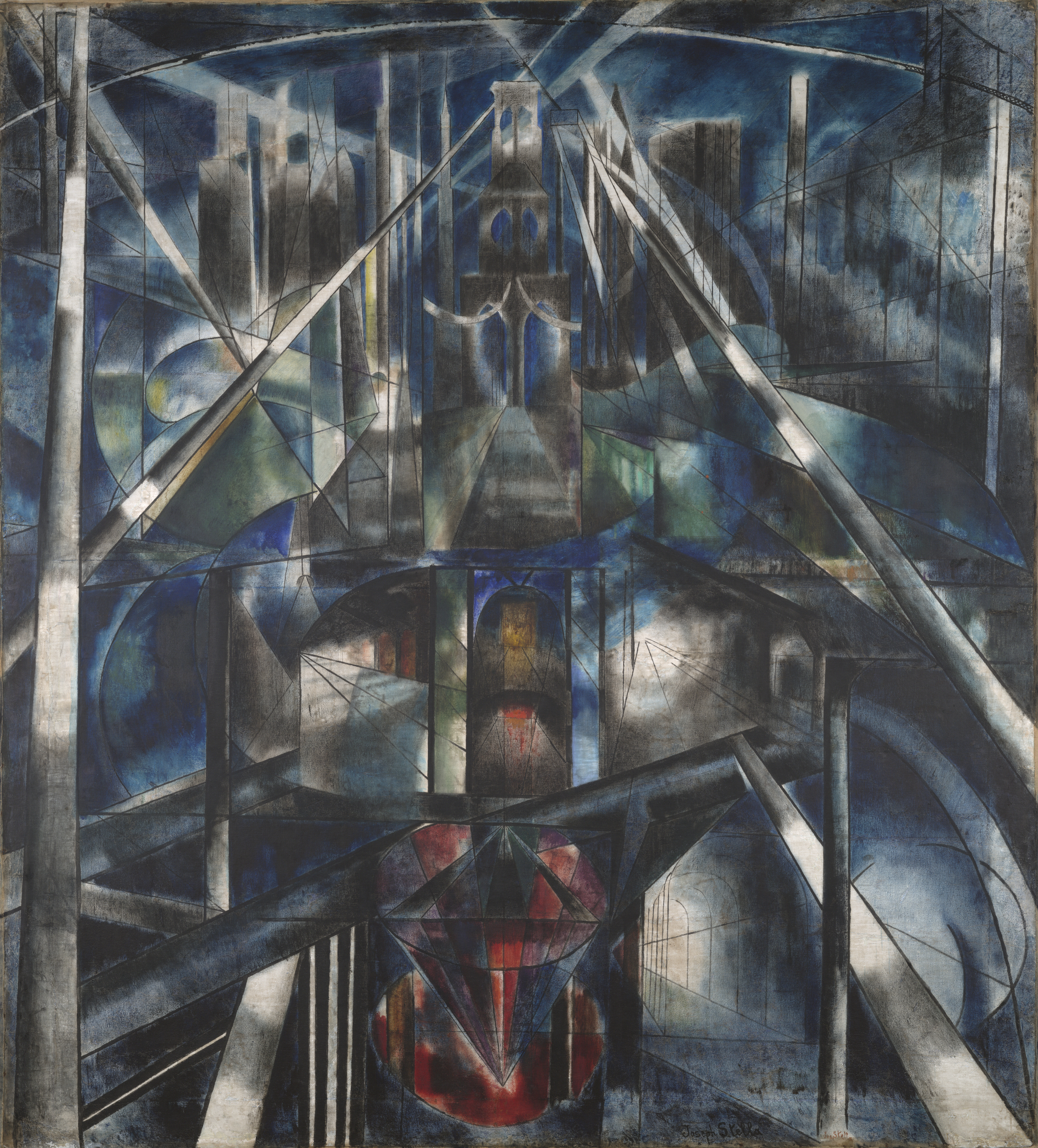
Óleo realizado por Joseph Stella y titulado Brooklyn Bridge, 1919-20

A lo largo de su vida Stella pintaría en varias ocasiones el puente de Brooklyn, convirtiéndose en un tema recurrente y emblemático de su obra. De hecho, en una de sus anotaciones que data de 1928 describió sus sentimientos y la experiencia de estar frente al puente: «Me sentí conmovido, como si estuviese en el umbral de una nueva religión o frente a la presencia de una nueva divinidad».
Sin embargo, una de sus obras más famosas y por la que es más conocido es Voice of the City of New York Interpreted (1920-22), un políptico de cinco paneles siguiendo el modelo de los retablos religiosos, a diferencia que las representaciones de los santos son reemplazadas por puentes, rascacielos y los avances tecnológicos de Manhattan. Esta pieza de arte refleja el pensamiento de aquella época, el cual tenía como premisa la idea de que la industria se estaba convirtiendo en el eje central de la vida moderna, desplazando a la religión. Actualmente dicho panel yace en el Museo de Arte de Newark.

### Últimos años

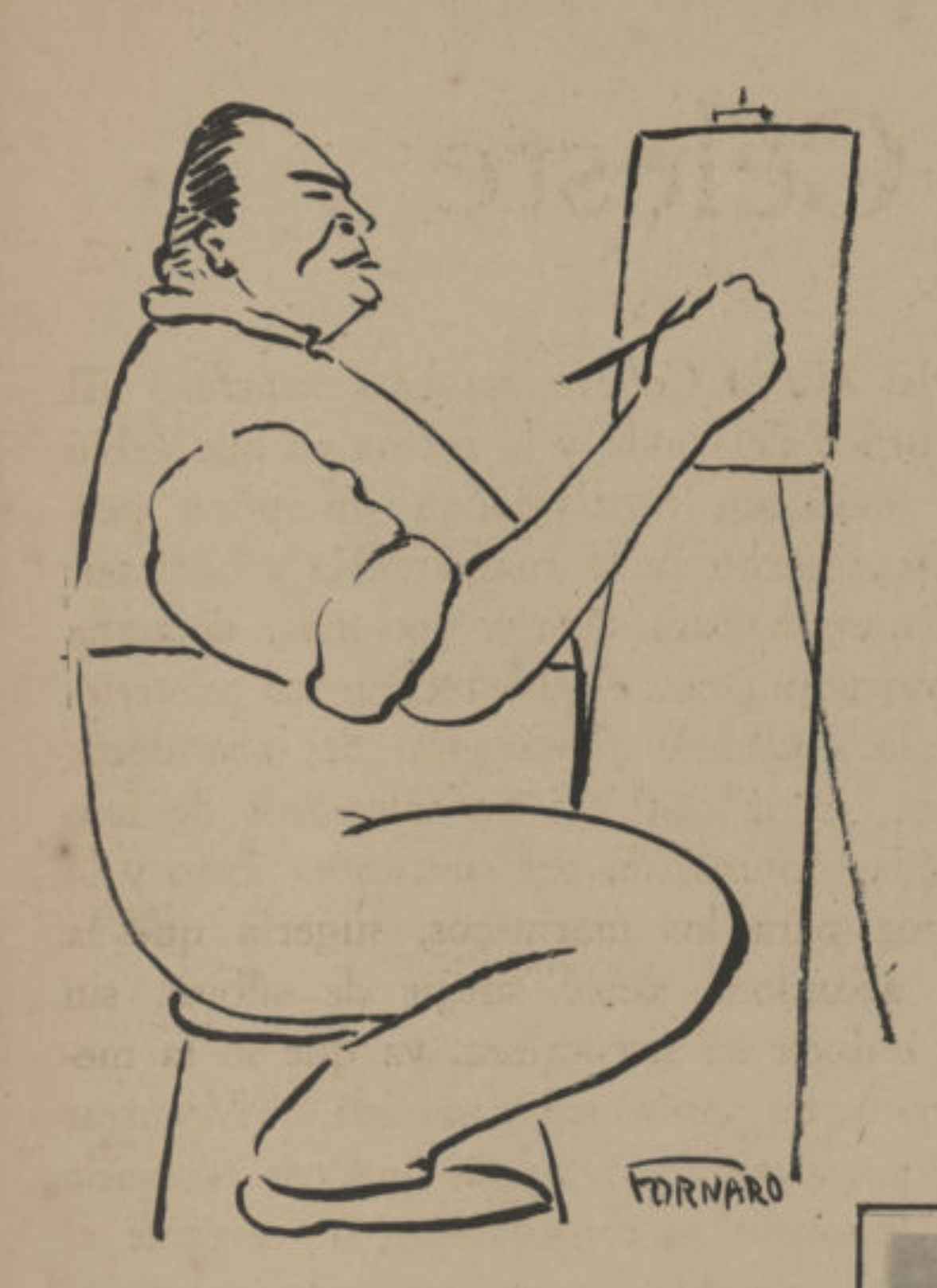
Retratado por Carlo de Fornaro en la revista cubana Social (1928)

Fue uno de los fundadores y directores de la Society of Independent Artists (Sociedad de artistas independientes) de los Estados Unidos. A pesar de haber vivido por muchos años en dicho país, finalmente se convirtió en ciudadano en 1923. A lo largo de su vida experimentó con una variedad de corrientes artísticas aparte del futurismo, como: el cubismo, el simbolismo, el surrealismo, el dadaísmo y el arte abstracto. En 1942, comenzó a padecer problemas del corazón, y poco después sufrió una caída accidental en un hueco de ascensor de la cual nunca se recuperó. Stella falleció el 5 de noviembre de 1946, y fue sepultado en el cementerio Woodlawn Cemetery, ubicado en el condado del Bronx, en Nueva York.

## Técnica y estilo
Stella empleaba por lo general una paleta caracterizada por una amplia gama de colores. Sin embargo, en sus obras se visualiza el uso frecuente de pintura negra para delimitar los objetos, dando un aspecto de vitral. Otro de los elementos en sus obras pictóricas, es la adición de una predela en la parte inferior de sus lienzos, posiblemente para intensificar un significado religioso al modernismo, y en los cuales representaba algunos de los avances de la arquitectura subterránea de la ciudad como los túneles y las tuberías. Durante la Primera Guerra Mundial incursionaría en la creación de collages, añadiendo todo tipo de objetos a sus composiciones, y también experimentaría con la técnica de pintar en el reverso de los vidrios, la cual fue influenciada por Marcel Duchamp. A través del uso de líneas verticales y figuras geométricas intentaba plasmar en sus cuadros un sentido de velocidad y dinamismo. Es así que sus obras muestran una influencia del movimiento cubista y del futurismo, los cuales adaptó a su estilo después de realizar diferentes viajes por Europa.